# Alain Cayzac
Alain Cayzac (Évreux, 2 giugno 1941) è un manager francese.
È un agente pubblicitario francese ed è stato presidente del club calcistico Paris Saint-Germain tra giugno 2006 e aprile 2008.

## Biografia
Laureato presso l'HEC Paris, Alain Cayzac ha iniziato la sua carriera come agente pubblicitario nel 1969, prima di co-fondare l'agenzia RSCG nel 1972 con Bernard Roux, Jacques Séguéla e Jean-Michel Goudard. Divenne presidente nel 1984, carica che mantenne anche dopo la fusione con Eurocom nel 1992. Successivamente divenne vicepresidente di Havas nel 1997. Lasciò Havas nel 2005.
Membro del comitato direttivo del Paris Saint-Germain dal 1986, ne divenne azionista di minoranza (2%) dal 1991 al 2005 e poi presidente nel giugno 2006. Si dimise nell'aprile 2008 dopo che il club ottenne scarsi risultati, evitando la retrocessione. l'ultimo giorno della stagione calcistica 2007-2008.